# Fab Five : Le scandale des pom pom girls
Pour plus de détails, voir Fiche technique et Distribution.
Fab Five : Le Scandale des pom pom girls (Fab Five : The Texas Cheerleader Scandal) est un téléfilm dramatique américain diffusé le 2 août 2008 sur Lifetime, et en France le 1er septembre 2011 sur M6.

## Synopsis
Cinq lycéennes pom-pom girls — dont l'une d'entre elles est la fille de la principale du lycée — créent beaucoup de problèmes au responsable de leur école. Elles ne ratent aucune occasion de se faire remarquer et ruinent leurs chances de devenir pom-pom girls, alors qu'elles sont bourrées de talent. Elles multiplient les soirées alcoolisées, postent des photos suggestives sur le Net, menacent et parfois même tabassent : la situation dérape. Leur nouveau coach Emma Carr tente de les discipliner mais rien n'y fait puisque les cinq filles vont tout faire pour qu'Emma se fasse virer. Et cela n'aide en rien la situation quand les parents, enseignants et administrateurs les laissent s'en tirer.

## Fiche technique
- Réalisation : Tom McLoughlin
- Scénario : Teena Booth
- Musique : Anton Sanko (en)
- Décors : Tim Cohn
- Costume : Peggy Stamper
- Producteur : Bob Wilson
- Langue : Anglais

## Distribution
- Jenna Dewan (VF : Pascale Chemin) : Emma Carr[2]
- Ashley Benson (VF : Philippa Roche) : Brooke Tippit[2]
- Aimee Spring Fortier (VF : Sophie Froissard) : Lisa Toledo
- Jessica Heap (en) (VF : Karine Foviau) : Jeri Blackburn
- Stephanie Honoré (en) : Ashley
- Ashlynn Ross (VF : Carole Gioan) : Tabitha Doering
- Tatum O'Neal (VF : Pascale Vital) : Principale Loren Tippit[2]
- Dameon Clarke (en) (VF : Xavier Fagnon) : Coach Adam Reeve
- Carissa Capobianco (ar) (VF : Adeline Chetail) : Cindy Harper
- Jason Davis : Tim
- Rhoda Griffis (VF : Élisabeth Fargeot) : Pamela Blackburn
- Hailey Wist (VF : Bénédicte Rivière) : Megan Harper
- Nancy McLoughlin : Coach Hanley
- Daniel Newman : Trevor
- Suzanne Pitman : Nicole

 Source et légende : version française (VF) sur RS Doublage et selon le carton de doublage télévisuel.

## Accueil
Le téléfilm a été vu par 3 041 547 téléspectateurs lors de sa première diffusion.